# 缶けり
缶けり（かんけり、缶蹴り）とは、遊びの一つ。日本以外にも存在するが、この記事では日本の缶けりについて説明する。

## 概要
缶蹴りは通常屋外で行う遊びで、その多くは子供社会で年長者から教えられたり、親や祖父母から教わるなどして、世代を超えて受け継がれてきた遊びの一つである。かくれんぼの変形とも言えるもので、缶が所定の位置にある間は、鬼は他のプレーヤーを探しに行けるが、缶を蹴ることによって他のプレーヤーが鬼を妨害できる取り決めで、遊びの中でも一種の駆け引き的な要素（後述）が重視されるものである。
正式な競技団体が存在しないため公式ルールのようなものも存在せず、地域及び時代（世代）により遊び方に様々な違いが見られる。また、地域によってはボールを用いたボールけりや、野球のベースを用いたベースふみ・壁や木などを缶の代わりに使うどんかく・点つけと言う派生した遊びもある。 
参加人数
3名以上。10～20人が適正人数とされる。余り多いと、隠れ場所の奪い合いになる。
場所
十分に広い公園や空き地などの競技場。子供が缶を思いっきり蹴っても缶が飛び出してしまうことのない広さや、ある程度の隠れるための場所が求められる。
道具
空き缶。踏んで潰してしまうことがあるためアルミ缶は不適切である。高さ10cmから15cm程度のスチール缶あるいはブリキ缶が望ましい。ジュースの缶の場合、大きさは350ml缶程度が理想的である。強者揃いの場合は一斗缶を用いる場合もある。竹の節を10cm程度に切って代用しても良い。1970年代前半ころまでは蜜柑の缶詰など底面の広い缶が主流であったが、缶飲料の普及に従い入手の容易な清涼飲料水などのプルトップ缶が主流となった。

## 決まり
この遊び方、あるいは事前の取り決めでは、前述の通り様々な類型があり、また事前に取り決めが交わされ、それに沿って遊ばれる場合もある。遊びがその場限りのものであるため、しばしば適当に改変された様式で遊ばれることもあった。
1. 鬼を1人決める。これによって参加者は鬼とそれ以外に分かれる。
  - 最初に隠れられる範囲を決めておくことも多い。
2. 缶を置く場所を決定し、缶を置く。
  - チョーク（または小石など）で地面に円やバツ印を描き、缶の置き場所を規定することもある。
  - このとき、缶の周りに半径5 - 10ｍ程度（子供達のキック力に応じて変化をつける）の円を描く形式がある。
3. 鬼以外の誰かが缶を強く蹴る。
  - このとき、缶の周りに描いた円周を缶が超えない場合は蹴った者が鬼になる。
4. 鬼が缶を規定の位置に置き直し、いくつか決められた数を数え終わるまでに鬼以外の者はどこかに隠れる。
  - 数を数えない場合もある。
  - 置き直す際に手を使ってもよい規則と、足のみで缶を運んで立てなければならないものとが存在する。
  - 足のみで運んで立てる場合は十分に時間が経つため数は数えないことが多い。
  - このとき缶を立てた後、必ず一度鬼は缶の周りに描いた円周の外に出ないといけないとする様式がある（缶のそばで鬼がずっと離れないとゲームが進行しない場合があるため）。
5. 鬼は隠れた者を探す。見つけた場合、その者の名を大きな声で呼び、缶の所に戻って缶を1度または3度踏み付ける。見つかった者は缶の付近の決められた場所に捕われることになる。
  - この際、缶を誤って倒してしまうと、缶をけられたことと同じになってしまうとする取り決めが成される場合もある。
  - また、踏みつける際に名前を叫ぶ場合もある。
    - この時、名前の後に、「ピー」や、「ポコペン」、「ケント」、「デン」と付けることもある。

  - このとき鬼は缶の周りに描いた円周外に必ず一度は出ないといけないとする決まりの場合、一度に何人までコールできるかを決めておく必要があり、その規定以上の人数をまとめてコールできない（一度円周外に出れば次のコールができる）。
6. ただし、鬼はまだ見つけていない者に缶を蹴られないようにしなくてはならない。缶をけられた場合、捕われていた者はまた自由になり、缶けりは振り出しに戻る。
  - このときにも、缶の周りに描いた円周を缶が超えない場合は蹴った者が鬼になるとする様式もある。
  - その他、様々な取り決めで捕らわれていた者が自由になる場合もある。
7. 鬼が隠れている全員を全て見つけるか、あるいは見つけられず皆が飽きてしまった場合に缶けりは終了となる。

## 一般的な禁止事項と注意事項
1. 缶は人に向かって蹴ってはならない。
2. 缶を蹴る際、ガラス窓に注意する（民家に向かって蹴るのは禁止など）。
3. 自動車が通行する道路を越えて隠れてはならない。
4. 資材置き場には、落下物の危険があるので行ってはならない。
5. 捕まった者は、まだ捕まっていない者の居場所がわかるような挙動をしてはならない。
6. 柔らかいアルミ缶は足をくじくおそれがあるので硬いスチール缶を使う。
7. 缶に砂や石を詰めてはならない（前者は缶が飛び過ぎるため、後者は蹴っても缶が飛ばなくなるため）。

## 作戦

### 鬼の作戦
- 蹴る側を捜しに行くふりをして缶の近くに隠れ、蹴る側が缶を蹴るために出てきた所で缶を踏む作戦。

### 蹴る側の作戦
- 缶からできるだけ近い場所に陣取ってひたすら隠れ、鬼がしびれを切らして缶から離れた隙を狙って缶を蹴る作戦。最も基本的な戦略である。
- 数人でいっせいに缶に突撃し、全員分の名前が呼ばれる前に誰かが蹴るという人海戦術的な作戦。この作戦は息が合わずに失敗したり、襲撃の相談中に発見されたりした場合は全滅するおそれもある。また、捕まっていない者が少なくなってくると十分な人員が確保できず、この作戦は実行できない。
- 鬼が数えている間に鬼の背面に気配を殺して立ち続け、数え終わると同時に缶を蹴ってしまうという作戦。
- 服などを頭からかぶって顔を隠し、蹴りに来た人の名前を鬼に識別できないようにして缶を蹴る。走りにくく自滅することも多い。この作戦の発展として、体格が似ている捕まっていない者同士の服を取り替えた上で顔を隠しながら突撃し、鬼に間違った名前を呼ばせる作戦がある。
- 捕まった者が隠れている者の位置を把握できている場合に、全く関係ない場所や反対方向などに視線を送るなどして鬼の注意をそらす作戦がある。ただし、多用すれば当然ながら見破られるため、本当の位置にブロックサインを出すなど、ある程度のパターン変更が必須となる。

## 備考
「缶けり」は、「かくれんぼ」にさらに鬼ごっこの要素を加えて、独自のルールを付け加えたものである。
鬼は隠れた者を探し出すと同時に缶を蹴り出されないように配慮せねばならず、油断ができない。また、隠れている者も缶を蹴るという能動的な要素が重視されるため、守りつつも攻めるという駆け引きが重要となる。これは見付からないように単に受動的に振舞うことしかできない「かくれんぼ」との大きな違いである。
なお作戦には各々の子供の性格が強く現れる。鬼の場合は缶の回りをなかなか離れない子供から、缶のそばをさっさと離れて探しにいったまま戻らない子供、巧妙に演技して相手を誘い出すのがうまい子供などのパターンがあり、蹴る側の場合もひたすら隠れ続ける子供や果敢にアタックする子供、蹴ろうかどうか迷ってそわそわしている間に見つかってしまう子供などのパターンがある。性格によって「いつものパターン」ができ上がる傾向もみられる。
下級生や体力が劣る者が参加し、その者が規定回数鬼を務めてもなお鬼を抜け出せないときは、その回の鬼以外の者がじゃんけん等を行い次回の鬼になるなど、救済措置がとられる場合がある。
鬼がプレイヤー全員の名前と顔を覚えていないとゲームが成り立たないので、面識がない者同士だとやりにくいが、共に遊ぶことにより、名前を覚えて友人になるきっかけにもなる。
ゲーム終了後は使用した空き缶をゴミとして処分するのがマナーである。